# Суриявеа
Суриявеа (англ. Sooriyawewa) — город, расположенный в округе Хамбантота в Шри-Ланке.

## Информация
Суриявеа — крупнейший город в районе Хамбантота.
В городе находится международный стадион имени Махинды Раджапаксы, на котором прошли две игры чемпионата мира по крикету 2011 года в рамках группы A: Шри-Ланка — Канада и Пакистан — Кения.
Здесь родилась участница Олимпийских игр бегунья Нимали Лиянараччи.